# Calvizzano
Calvizzano è un comune italiano di 12 727 abitanti della città metropolitana di Napoli in Campania.

## Geografia fisica
Calvizzano sorge nella fertile piana a sud dei Regi Lagni, nel cuore della pianura campana, in una zona altamente urbanizzata. Il comune è situato nell'agglomerato a nord-ovest di Napoli (l'agro giuglianese) insieme ai comuni di Marano, Mugnano, Villaricca, Qualiano e Giugliano in Campania.

## Origini del nome
Secondo lo storico locale Raffaele Galiero la denominazione deriverebbe da Calvisius (o Calvicius), un proprietario terriero appartenente alla gens Calvisia. Da qui la denominazione che si sarebbe trasformata in Calvisiano, Calbictiano e infine Calvizzano.
Nel Seicento il notaio Marco Antonio Syrleto, primo storico locale, aveva formulato un'altra ipotesi etimologica per il toponimo: secondo lui questo sarebbe derivato dal fatto che nell'antichità, in seguito alle tante guerre e pestilenze, in questo luogo si sarebbero trovati molti sepolcri contenenti solamente i teschi, che vennero chiamati calvi; quando le persone sane vennero in questo territorio per abitarvi, dall'unione dei Calvi ai sani, sarebbe nato il nome Calvisano, dal volgo, in seguito, tradotto in Carvizzano e poi in Calvizzano.

## Storia

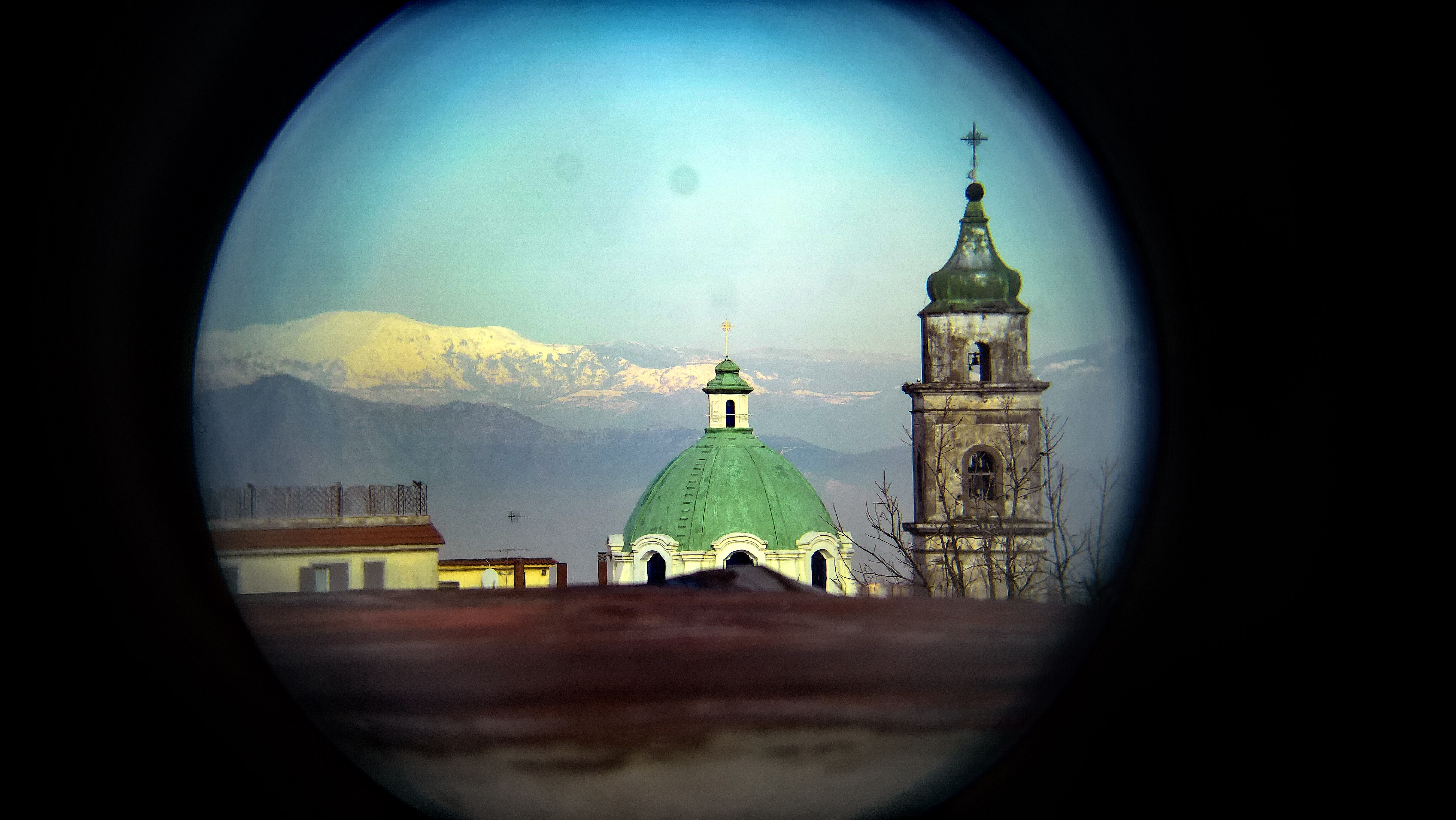
La Chiesa ed il Campanile con sfondo il Matese innevato visti da Marano di Napoli.

Non esistono dati certi sulla sua fondazione. Il territorio conserva testimonianze archeologiche di epoca romana, come i resti di antiche ville romane, e osco-sannita, con diverse tombe dell'epoca. 
Raffaele Galiero, storico locale, in un libro del 1936, ritiene che il primo nucleo di Calvizzano si sia formato nei pressi di una deviazione dell'antica via Consolare Campana che arrivava alla città di Napoli.

A causa della sua collocazione nell'agro napoletano, il paese subì in epoca altomedievale il riflesso delle travagliate vicende del Ducato di Napoli. Divenne casale solo nel 1269. Fu feudo dei Caracciolo di Napoli per quasi tutto il Quattrocento. Nel 1495 passò a Francesco D'Allegro, gran siniscalco del Regno di Sicilia. Dal 1497 al 1504 fu governato da Antonio de Raho, uditore e consigliere di Ferrante d'Aragona il quale lo nominò signore a vita di Calvizzano. Il 1º ottobre 1669 Francesco Carnero, consigliere collaterale dello stato di guerra e maestro di campo della fanteria, acquistò il casale divenendone barone. Nel 1681 la baronessa Margherita Carnero, quartogenita di don Francesco Carnero, sposò, con dispensa papale, suo cugino il duca Diego di Pescara e portò in dote il casale di Calvizzano, facendo divenire il marito duca di Calvizzano.

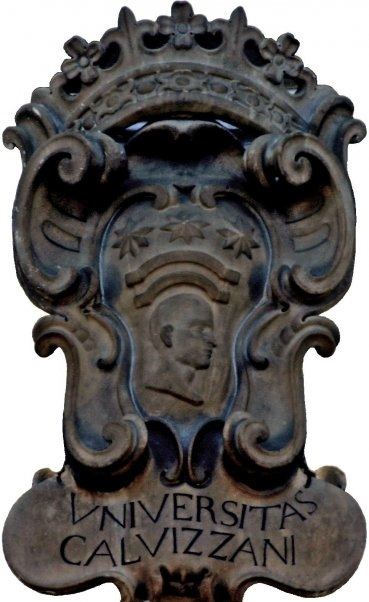
Stemma comunale Settecentesco

Nel 1799 Francesco Caracciolo, ammiraglio della Real Marina del Regno di Napoli che combatté contro la flotta reale e la restaurazione del potere dei Borbone a Napoli durante la Rivoluzione napoletana, a seguito della repressione della Repubblica si rifugiò a Calvizzano, un tempo feudo della famiglia; dove però fu scoperto a causa del tradimento da parte di un servo e, il 29 giugno 1799, fu arrestato e condotto sulla nave dell'ammiraglio Nelson, il Foudroyant, per essere sottoposto ad un processo sommario e venire poi condannato a morte per impiccagione.
Nel 1806 il duca Giuseppe Maria Pescara perse il feudo a seguito della riforma amministrativa antifeudale operata sotto il regno napoletano di Giuseppe Bonaparte; l'Universitas Calvizzani, antico retaggio del governo feudale, fu abolita per far spazio alla nascente amministrazione comunale. In seguito Calvizzano seguirà le sorti dapprima del Regno delle Due Sicilie e poi dell'Italia.
Il 19 ottobre 1865, per regio decreto del re Vittorio Emanuele II, a causa del numero esiguo degli aventi diritto al voto per la legge elettorale del tempo, viene accorpata la sezione elettorale di Calvizzano a quella di Marano. Il 16 marzo 1884, per regio decreto del re Umberto I, il comune di Calvizzano è stato reistituito come sezione elettorale autonoma.

### Stemma
Lo stemma comunale è ritenuto anteriore al 1596, poiché lo stemma è scolpito nella chiesa di Santa Maria delle Grazie, la cui costruzione fu iniziata nel 1580.
Come da decreto del capo del governo del 9 maggio 1930 trascritto nei registri della Consulta araldica del 10 maggio 1930, ha le seguenti caratteristiche:

## Monumenti e luoghi d'interesse

### Architetture religiose

#### Chiesa di Santa Maria delle Grazie

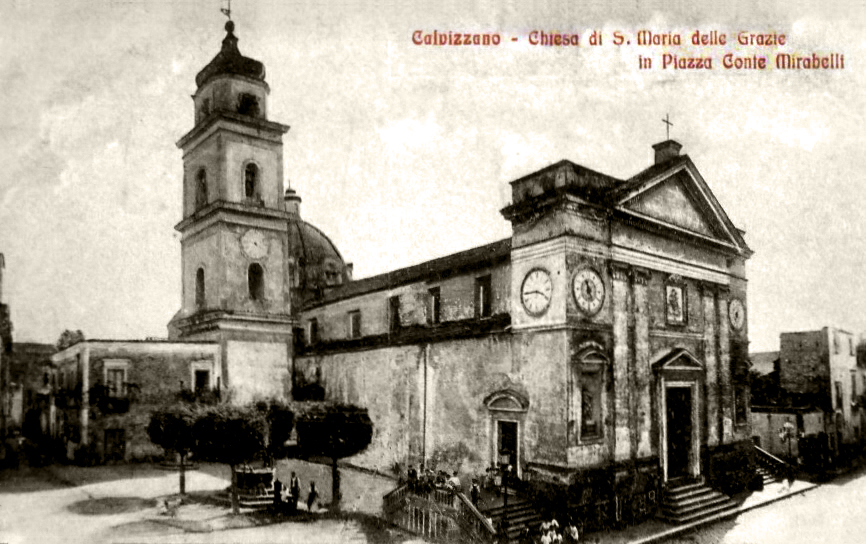
Cartolina - Chiesa di Santa Maria delle Grazie, 1915. Si noti l'assenza in piazza del Monumento ai Caduti (al suo posto, il pozzo comunale).

La chiesa sorse nello stesso luogo dove sorgeva l'antica chiesetta di Santa Maria Annunziata. Essendo questo edificio piccolo e non rispondendo più alle esigenze dei fedeli, nel 1550 l'arcivescovo autorizzò ad abbatterla e a costruire nello stesso luogo una nuova chiesa.
L'edificio fu benedetto nel 1596 e terminato nel 1608 (anche se per il completamento della sagrestia fu necessario aspettare fino al 1746).
Dal 1809 è sede della parrocchia di San Giacomo Apostolo Maggiore, trasferitasi qui definitivamente in seguito all'abbandono e alla rovina della chiesa di San Giacomo.
Il 15 febbraio 2015 è stato inaugurato il museo parrocchiale (intitolato a Cristofaro Agliata, politico e storico locale).

#### Chiesa di San Pietro

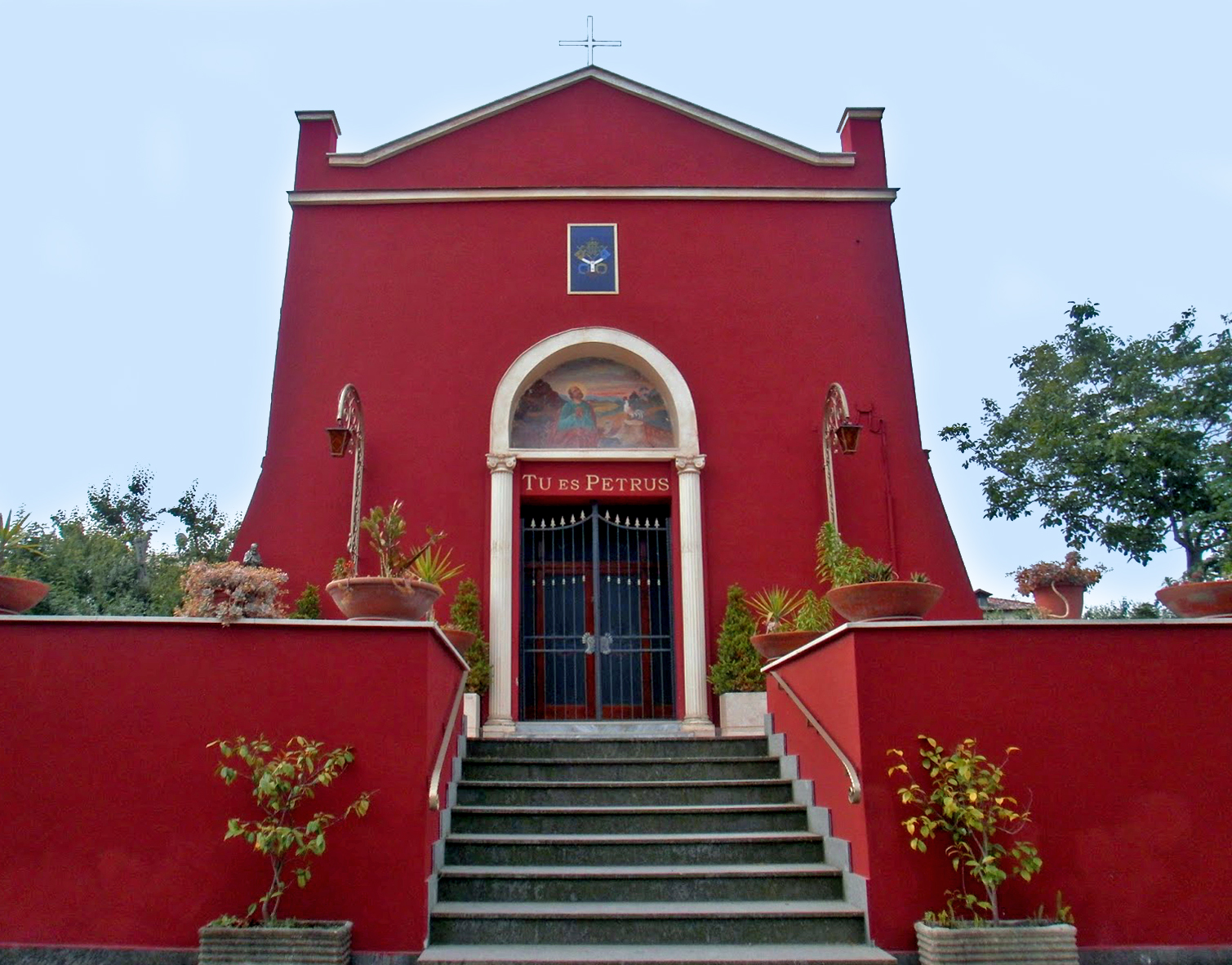
Chiesa di San Pietro.

La chiesa sorge a poco più di un km dal centro di Calvizzano e fu eretta prima del 1336, come ci testimonia un documento custodito nella Biblioteca apostolica vaticana. L'attuale chiesa risale al 1656, anno della peste che colpì anche Calvizzano: i fedeli avevano infatti lasciato l'abitato e si erano spostati in aperta campagna, dove chiesero al santo protezione dal morbo. Scampato il pericolo, con le loro offerte, i devoti ampliarono e abbellirono la vecchia chiesetta.

#### Chiesa dell'Assunta e di San Ciro Martire

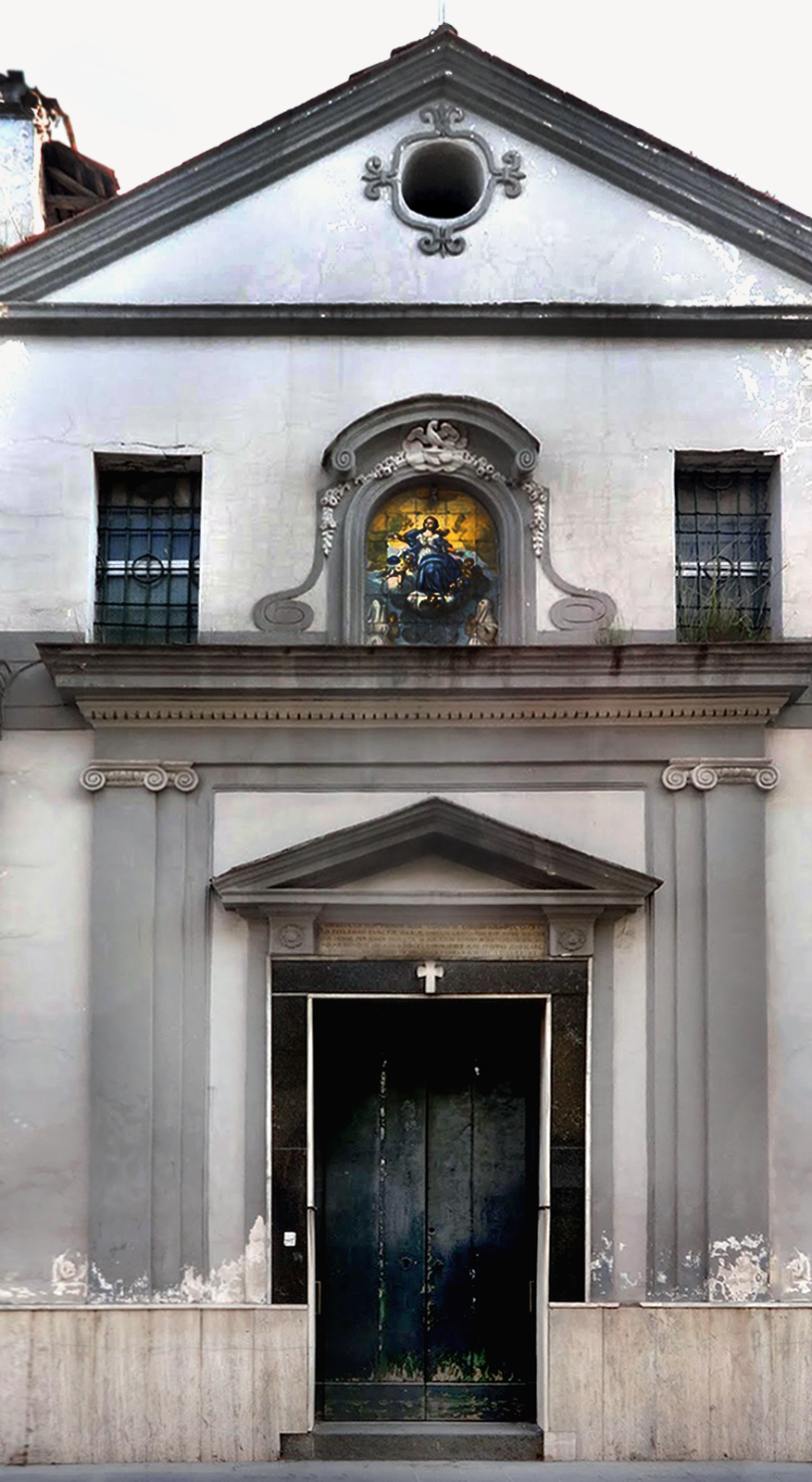
Chiesa dell'Assunta e di San Ciro Martire.

La chiesa è posta di fronte la chiesa di Santa Maria delle Grazie, a costeggiare l'attuale Piazza Umberto I, ed è stata fatta erigere dalla Congrega dell'Assunta nel 1701, per dotarsi di un luogo di culto personale dove svolgere i propri riti religiosi. È costituita da una sola navata, con l'abside in fondo al lungo locale.
La Congrega dell'Assunta è stata dichiarata sciolta il 3 maggio 2004 e la chiesa è passata nelle mani della Parrocchia di San Giacomo Apostolo.

Attualmente è in fase di abbandono: è stata utilizzata per riti religiosi solo in qualche occasione particolare; risultando in condizioni carenti. È tutelata dalla Soprintendenza ai Beni Culturali dal 1997.

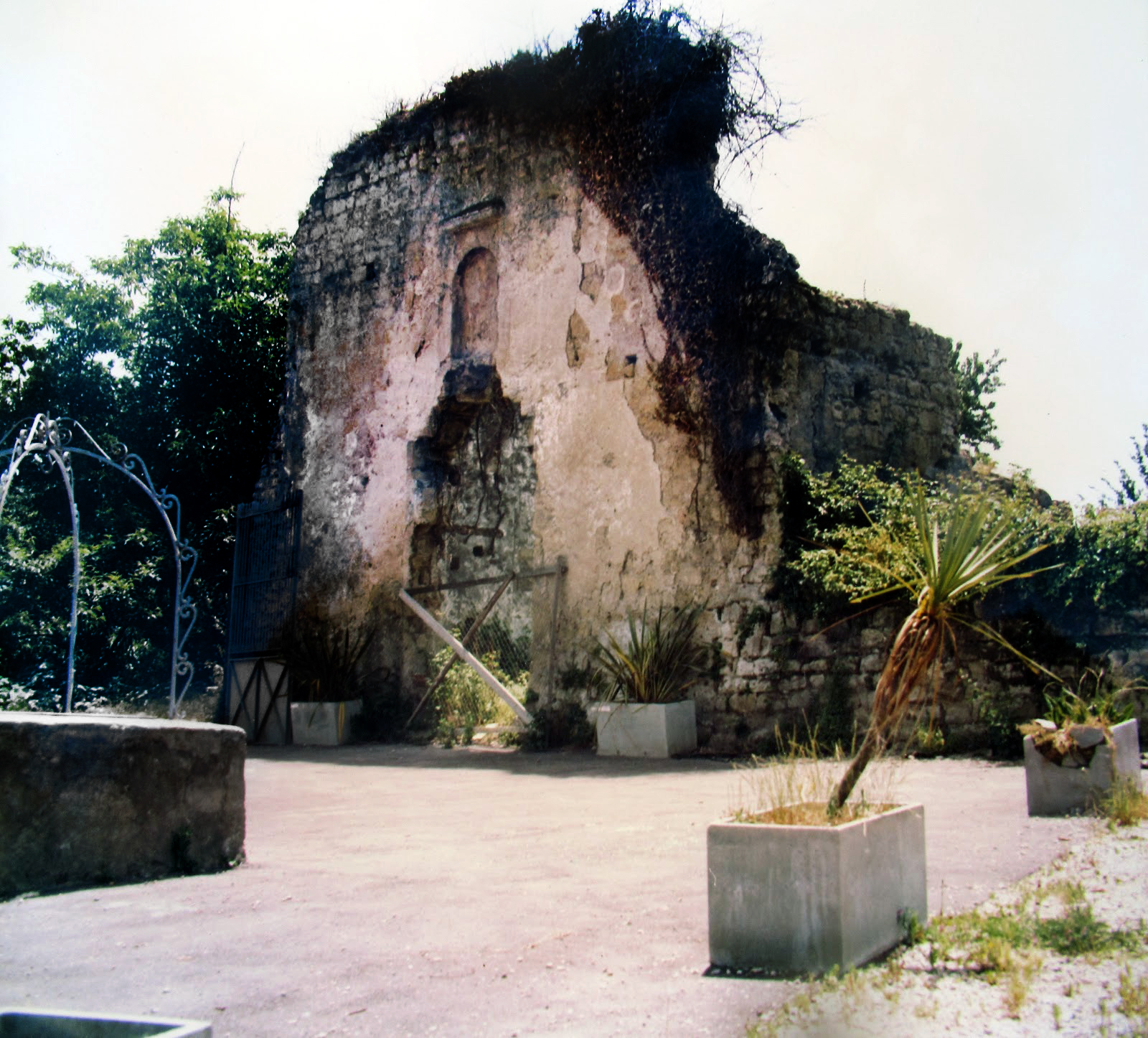
Chiesa di San Giacomo Apostolo Maggiore poco prima la sua demolizione, nel 1988.

#### Chiesa di San Giacomo Apostolo maggiore
La chiesa, già citata in un documento del 911, era sorta presso una monumentale tomba di epoca romana, relativa ad abitato forse situato poco lontano dall'attuale centro del paese. Fu la prima chiesa a Napoli e nel napoletano, dedicata al santo, scelto come patrono.
La "ecclesia Sancti Jacobi" fu elevata nel 1337 dall'arcivescovo di Napoli Giovanni III Orsini ad arcipretura, con giurisdizione su dieci parrocchie dei casali vicini ad montes (da Piscinola a Panicocoli, odierna Villaricca); il suo clero, inoltre, interveniva incoronato di rose alla messa pontificale della prima domenica di maggio in onore di san Gennaro. La chiesa perse il titolo nel Cinquecento, per trasferirlo alla Chiesa di Santa Maria delle Grazie a Capodimonte.
Nel 1809 la chiesa di San Giacomo fu abbandonata e andò in rovina, così la cura parrocchiale fu definitivamente trasferita nella chiesa di Santa Maria delle Grazie.
Il Cardinale Fulco Luigi Ruffo-Scilla, in una visita pastorale del 1819, descrisse la chiesa in questo modo:

#### Chiesa di Santa Margherita
La chiesa sorge nei pressi del corso principale, all'interno dell'edificio di "Villa Fiorillo" (cioè il Palazzo Ducale). Secondo lo storico locale Raffaele Galiero, la sua costruzione risale a prima del 1534. Secondo gli studi dello storico locale Luigi Trinchillo, era dotata di un solo altare, posto di fronte alla porta d'accesso, e di un coretto di legno, per i patroni dell'edificio. Presentava sull'altare un quadro devozionale, che ritraeva Santa Margherita. Risulta in uso come luogo di culto fino almeno al 1850, anno in cui vi fece visita il cardinale Riario Sforza. Attualmente è abbandonata.

#### Istituto del Sacro Cuore di Gesù
Tra le opere architettoniche religiose presenti nel territorio, vi è anche un edificio ex-IPAB in zona Rione Case Cavallo (oggi Via Ritiro), nato il 5 ottobre 1788 come orfanotrofio grazie all'interesse del duca Giovanni Battista Pescara e del reverendo don Paolo Sambuca di Atella. A partire dal XIX secolo l'orfanotrofio prese il nome di Ritiro (da cui poi ha preso nome la toponomastica successivamente). Tra il 1818 e il 1826 fu costruita, di fianco all'edificio, la chiesa dell'Addolorata e di San Francesco Saverio.
Dal 1922 al 2017 l'istituto è stato gestito dalle benemerite suore Catechiste del Sacro Cuore, la cui casa generalizia è a Casoria.
Dal 2020 l'edificio è in ristrutturazione; abolito l'istituto religioso, l'amministrazione straordinaria decise di indirizzare l'uso della struttura come "Polo della socialità e della Cultura", destinazione poi modificata dalla successiva amministrazione comunale, che ha aveva pianificato di insediarvi la sede della caserma dell'Arma dei Carabinieri locale, presente dal 2006 sul territorio in un locale provvisorio.

#### Altre Chiese
Nel paese sono presenti anche delle chiese minori, interne a palazzi signorili, un tempo al servizio delle famiglie borghesi e nobiliari proprietarie dei palazzi, e che sono ormai chiuse e abbandonate:
- Chiesetta di Palazzo Carandante
- Chiesetta di Palazzo Mirabelli

### Architetture civili
Calvizzano, prima della moderna urbanizzazione, presentava diverse masserie, sia in aree vicine al Centro Storico (Rione Case Cavallo e Via Commone), che in periferia (zona San Pietro - Case Sparse). Sono un esempio la Masseria Fiorillo (oggi inglobata nel tessuto cittadino, nell'attuale viale Pietro Nenni, e di cui rimane solo l'arco d'ingresso), la Masseria Arcangelo-Petrusciano (dove furono trovati i resti di una necropoli romana), la Masseria Corigliano (da cui prende nome l'omonima via che delimita il confine del paese con Qualiano). La quasi totalità delle masserie è andata perduta a seguito della massiccia cementificazione; tuttavia qualche masseria ancora è presente ed è tutelata dai Beni Culturali.
Numerosa è la presenza, lungo la via storica del paese, di numerosi palazzi signorili, che presentano cortili interni e giardini; anche se la condizione di diversi di questi è carente. Si citano ad esempio Palazzo Revenaz (appartenente alla famiglia omonima, che ha dato anche un sindaco al paese), Palazzo Mirabelli (di proprietà della famiglia del Conte Mirabelli, a cui è dedicata la via del paese), Palazzo Carandante (che fu voluto dal primo sindaco post-unitario di Marano, Vincenzo Merolla, per darlo in dote alla figlia), Palazzo Ruggiero (della famiglia del pilota di Formula 2 Giuseppe Ruggiero).
Il palazzo municipale venne costruito negli anni 60', e ultimato nel 1972.

#### Monumento ai caduti
Il monumento venne inaugurato il 6 giugno 1934 alla presenza di molte personalità. Il monumento fu progettato dall'artista locale Michele Ciccarelli.
Si tratta di una monumentale edicola in tufo, composta da quattro pilastri, collegati tra loro da archetti, decorati con fastigi in piperno. Al centro del prospetto principale si trova la lapide marmorea con l'iscrizione commemorativa:
L'iscrizione è sormontata da una stella in bronzo, simbolo dell'Italia. Sugli altri lati sono poste le lapidi recanti i nomi dei caduti calvizzanesi della prima guerra mondiale e successivamente aggiunti quelli del secondo conflitto.
All'interno dell'edicola è collocato un cannone sottratto agli austriaci durante la loro ritirata nel novembre 1918 e donato dal maresciallo d'Italia Armando Diaz, quando era ministro della guerra, al podestà, il conte Domenico Mirabelli, suo parente da parte della moglie, Sarah De Rosa Mirabelli.

#### Palazzo Ducale
Il Palazzo Ducale di Calvizzano fu fatto erigere nel 1681 da Diego Pescara, duca di Saracena e di Calvizzano. Nel 1841, da com'è indicato dalle targhe di marmo presenti sulla cornice del portone, il palazzo ha preso anche il nome di "Villa Fiorillo". Oggigiorno il Palazzo Ducale è di proprietà di vari privati, e non è tutelato dalla Soprintendenza ai Beni Culturali. È erroneamente considerato il palazzo in cui fu catturato l'ammiraglio Francesco Caracciolo (la sua cattura avvenne in un palazzo di Via Case Nuove, oggi Via Carlo Levi, poco distante).

#### Palazzo San Liguoro

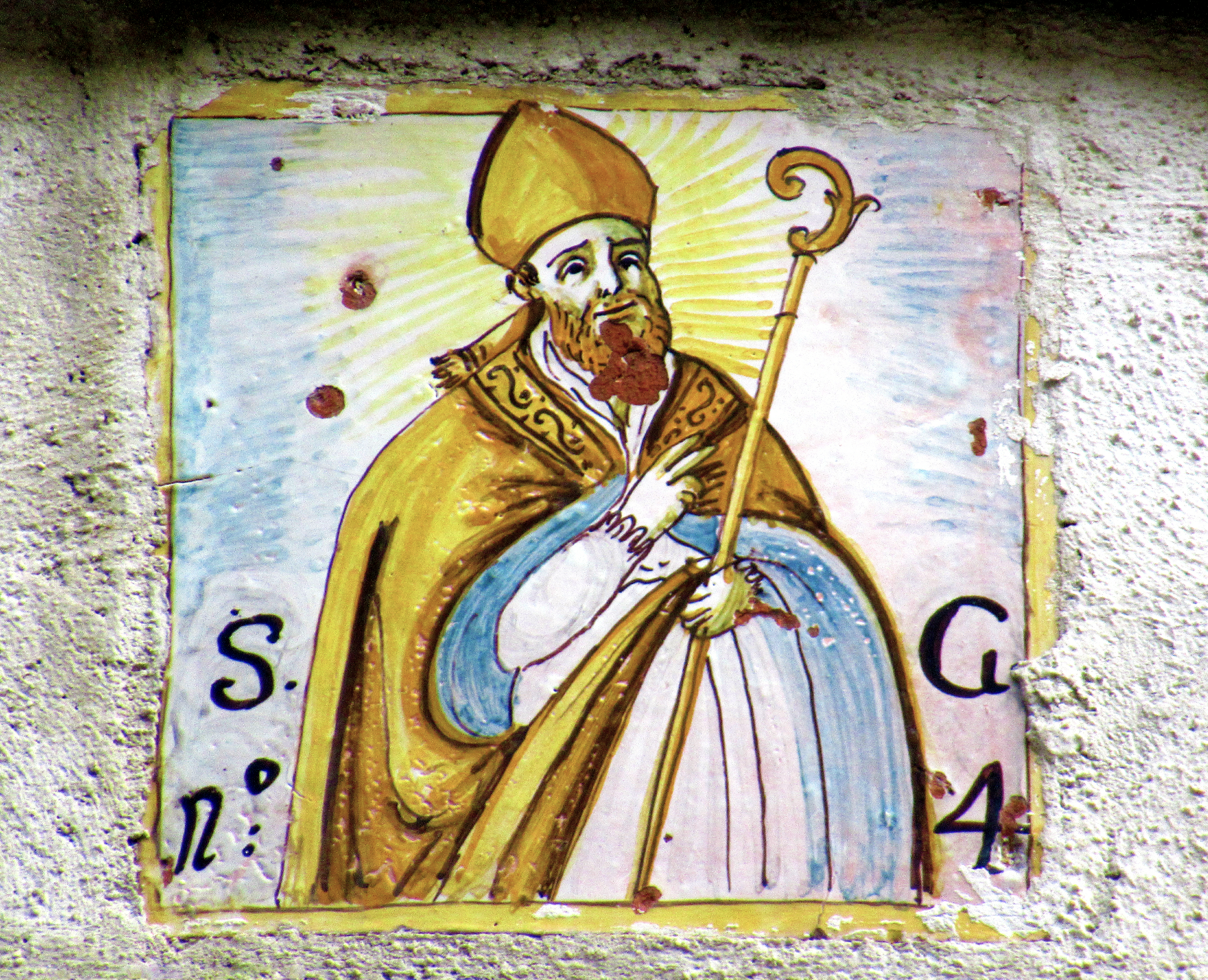
Maiolica napoletana raffigurante San Gregorio Armeno, posta sull'Arco di Palazzo San Liguoro (XI Secolo ca.).

Il Palazzo San Liguoro (o Liguori) ha origini molto antiche: in un documento del 1021 del Monastero di San Gregorio Armeno (detto anticamente anche Ligorio, e quindi in napoletano Liguoro) risultavano già delle proprietà terriere nel territorio di Calvizzano. L'ingresso del palazzo è definito da un grande arco, detto appunto Arco di San Liguoro, in cui è incastonata una mattonella in maiolica napoletana che raffigura l'immagine di San Gregorio Armeno.
Oggi, dell'antica masseria è rimasto ben poco; ma originariamente era molto più grande: secondo gli storici locali Cristofaro Agliata e Peppe Barleri, oltre l'attuale arco che sorge su via Conte Mirabelli (la antica via dell'Olmo o Via San Jacono) ed abbracciava l'attuale fabbricato, vi era l'aia, il cortile, e si estendeva fino a ridosso dell'attuale piazza Umberto I. Inoltre, al palazzo-masseria erano annessi molti ettari di terreno per la coltivazione e l'allevamento.
A ridosso della piazza, di fianco a dove attualmente vi è la Chiesa dell'Assunta, vi era anche una chiesetta dedicata a San Liguoro, prima proprietà del Monastero e risalente a ben prima dell'anno 1000. La cappella di San Liguoro fu aperta al culto fino al 1819, quando, ormai fatiscente, fu abbandonata. Parte del suo fabbricato è ancora presente nella proprietà, ma è stata demolita per costruire abitazioni.
I fabbricati d'età più antica, situati a nord, sono fatiscenti. Non avendo particolare interesse (non sono nemmeno vincolati dalla Sovrintendenza ai Beni Culturali), è nei piani dell'Amministrazione comunale la loro demolizione per la costruzione di un'area parcheggio per la viabilità locale (nei dintorni è presente anche la Scuola Elementare comunale).

#### Ville Comunali
Calvizzano presenta sul suo territorio due ville comunali. Una è nominata "Villa Calvisia", in onore all'etimologia del Comune, inaugurata nel 2017 ed è utilizzata anche per gli eventi locali. L'altra villa comunale è denominata "Villa Don Peppino Cerullo" in memoria del parroco locale. È stata inaugurata nel 2005; dopo essere caduta in disuso, è stata ristrutturata a partire dal 2021. È stata inaugurata nel Marzo 2023, ed è interamente dedicata alla storia della SSC Napoli.

### Siti archeologici

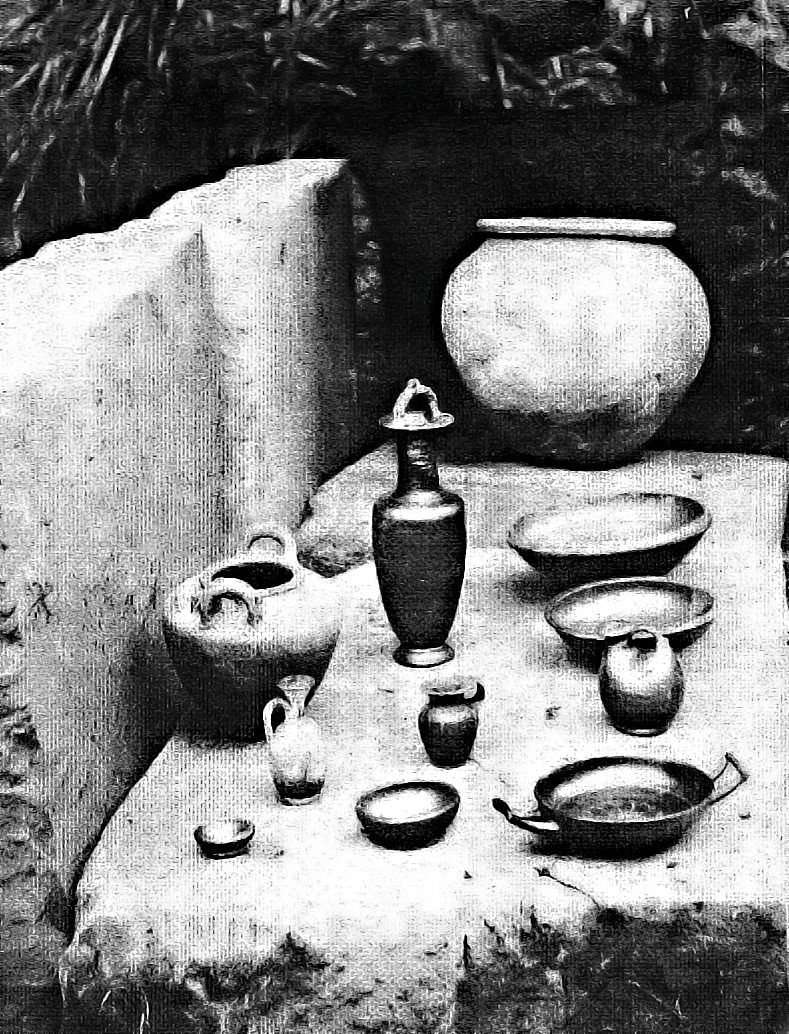
Resti della tomba romana di Via Vittorio Emanuele III, 1922.

Nell'agosto 1922, in pieno centro cittadino (nei pressi dell'attuale Via Vittorio Emanuele III, in un palazzo privato nominato Palazzo Di Marino), furono ritrovati durante degli scavi di giardinaggio una tomba romana, composta da 10 pietre tufacee e con all'interno un corredo funerario. Dalla grandezza, risultava essere un sepolcro familiare, con delle ceneri di cremazione. Il corredo era composto da un'olla cineraria, degli ariballi per unguenti, un'anfora e delle coppe per bere, tra cui alcune di dimensioni minuscole, forse accessori per bambole. La maggior parte del corredo è in tinta nera lucida, e due elementi presentavano delle raffigurazioni muliebri, in tinta rossa (due teste con un nastro ornato che gli cinge capelli e ornamenti vari). Un vaso, simile a una padella piccola, in tinta nera lucida, presenta sul fondo la raffigurazione di una testa femminile (forse una delle tre Gorgoni). Dal rito funebre e dallo stile del corredo, che pare d'imitazione greca (fattibile, essendovi nelle vicinanze il villaggio di Cuma), la loro datazione fu indicata nell'età primo-repubblicana del periodo antico romano. Questi resti oggi sono nel deposito del Museo Archeologico Nazionale di Napoli, dopo essere stati scoperti nel 1990 nella casa del defunto Don Raffaele Galiero, che diede in eredità alla sua perpetua.
Nel 1934 furono rinvenuti i resti di una necropoli risalenti al II-III Secolo d.C. in località San Pietro, che furono recuperati e conservati dallo storico locale Raffaele Galiero. Altri ritrovamenti, nella stessa zona, avvennero nel 1960. Nel 1990 questi reperti furono trovati assieme a quelli poco sopra descritti; la Soprintendenza lì prese in custodia e li conservò nel Castello di Baia. L'area è sottoposta a vincolo archeologico. Altre tombe romane sono state ritrovate anche lungo la vicina via Santa Maria a Cubito.

Secondo lo storico locale Marco Antonio Syrleto, nei pressi della Chiesa di San Giacomo Maggiore vi era un sepolcro attribuito al centurione Gaio Nummio, facente parte della "terza coorte pretoria e decima urbana", secondo le iscrizioni sulla lapide, e distrutto dai tombaroli nel 1623.

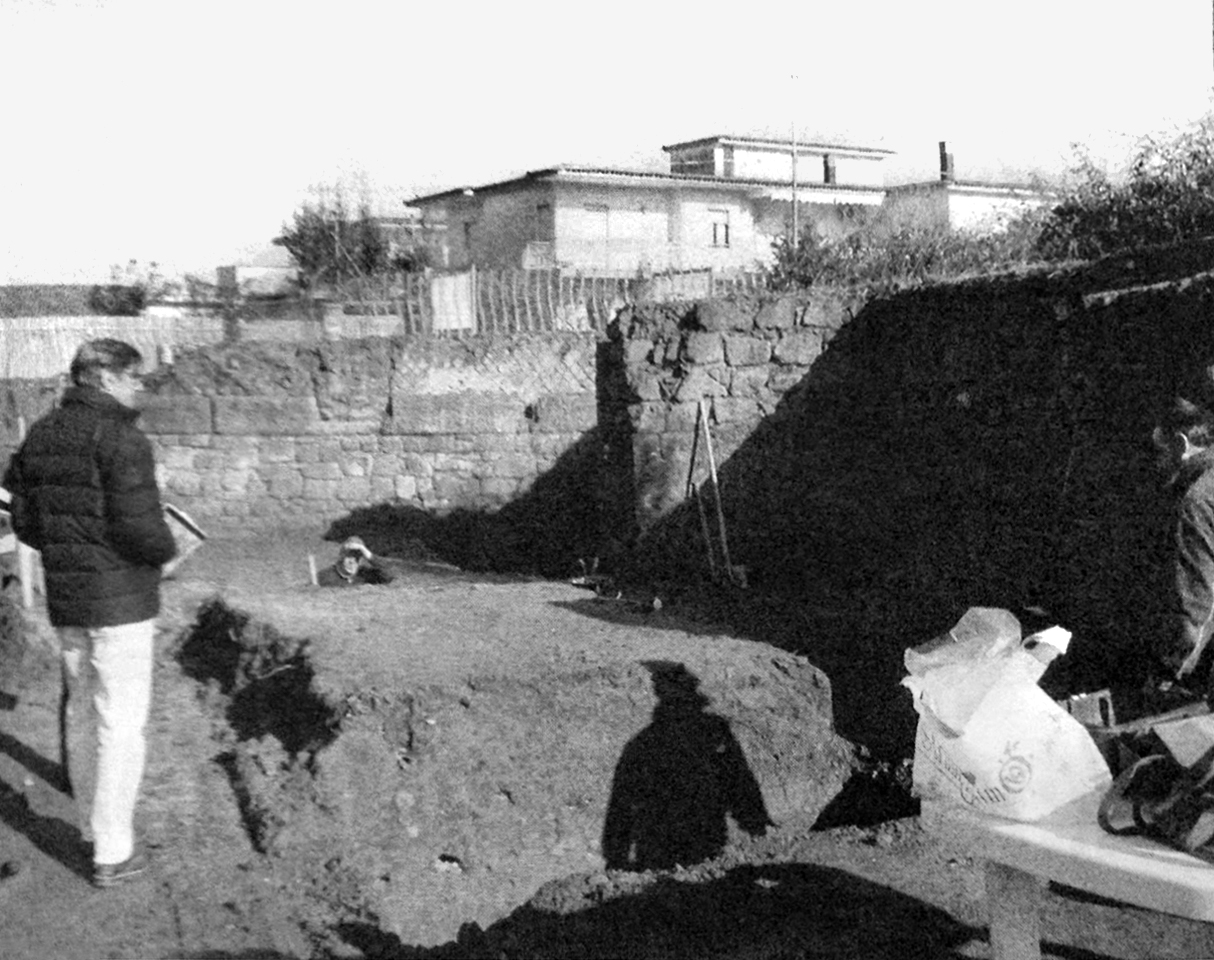
Ritrovamento dei resti della Villa Romana sotto la Chiesa di San Giacomo Apostolo Maggiore (1983).

Nel 1983, nell'area sottostante l'ex Chiesa di San Giacomo Apostolo maggiore, andata in rovina e demolita, furono ritrovati resti archeologici di una villa romana, risalente al I Secolo d.C. Tuttavia, per mancanza di fondi, la Soprintendenza ai Beni Archeologici si vide costretta a ricoprire il tutto. La nascita di un'area di interesse archeologico è oggetto di discussione politica da anni, con interesse anche da parte della Diocesi, che detiene la proprietà del terreno in cui sono stati trovati i resti (essendo l'area su cui insisteva la Chiesa, di origine protocristiana).
In via Roma una è presente una seilce, ovvero un blocco di piperno, murato, di 1.30 metri di larghezza e 0.50 metri di altezza e profondità, e con una incisione.

Questa incisione, tradotta dallo storico locale Raffaele Galiero, recita così:
Secondo Galiero l'epigrafe sarebbe stata fatta fare da un certo militare che si chiamava Augustale Dupliciario. Secondo un altro storico locale, Peppe Barleri, invece il nome doveva trovarsi nel rigo sovrastante (ormai perduto) e Augustalis Dupliciarus sarebbero le qualifiche del soldato soggetto dell'incisione. Il termine Dulpiciarius, infatti, indica un soldato a cui spetta una doppia razione di cibo; mentre Augustalis indicherebbe un membro delle milizie di Augusto.

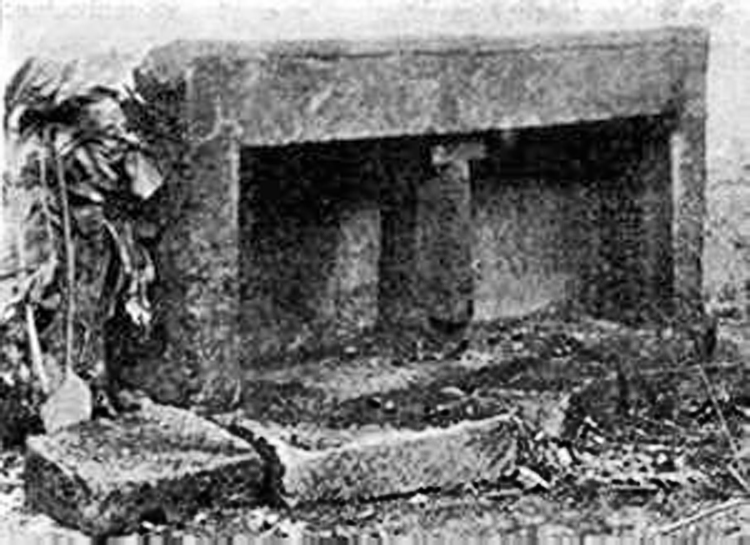
Tomba osco-sannita nel cortile della Chiesa di Santa Maria delle Grazie (ora andata perduta). Anni 20'.

Fino agli anni 80' del XX secolo, era presente nella stessa via, un blocco uguale, delle stesse dimensioni, usato come panchina dagli abitanti del posto. Il blocco sparì a seguito della ripavimentazione della via.
Nel 2011, nella frazione di San Pietro, sono stati ritrovati, a seguito degli scavi fognari, reperti archeologici di origine romana e anche un tracciato di origine romana, prova della deviazione della via antica Consolare Campana, deviazione che da Quarto di Marano (oggi Quarto Flegreo) si diramava per la collina di San Rocco di Marano e, passando per la frazione di San Pietro e l'attuale sede della via principale di Calvizzano, giungeva fino a Napoli (seguendo il percorso dell'attuale Via Santa Maria a Cubito). Questi reperti, tuttavia, non sono stati riportati alla luce.
Nel 2023, contemporaneamente alla scoperta nella vicina Giugliano in Campania di una tomba del periodo alessandrino, è stata scoperta durante i lavori di scavo per l'acquedotto una necropoli del IV secolo a.C. ascrivibile alla popolazione osco-sannita, oltre ad altri resti della deviazione della via antica Consolare Campana. Questa necropoli conferma la presenza in epoca pre-romana di insediamenti in zona, e il ritrovamento di tombe osco-sannite si estende fino a di Qualiano, nella zona contigua alla frazione di San Pietro. Altri resti archeologici di epoca osco-sannita sono stati ritrovati nel 2004 nei pressi dei resti della chiesa di San Giacomo Apostolo (i resti di un'antica strada); e come testimoniato dallo storico locale Raffaele Galiero questi reperti osco-sanniti si trovavano anche nell'attuale centro del paese, nei pressi della Chiesa di Santa Maria delle Grazie.
Nel 2024, nei pressi di Via Galiero, anche nei pressi del cantiere di costruzione dell'asilo nido comunale, sono stati ritrovate le tracce di un battuto di epoca romana risalente al II secolo d.C.; e nei pressi dell'Alveo dei Camaldoli è stata rinvenuta una villa rustica di epoca imperiale.
Nella frazione di San Pietro, nell'area sottostante la collina di San Rocco di Marano (che costeggia) e dell'Alveo dei Camaldoli (detto anche Vallone del Carmine), è presente una masseria di origine romana (oggi in rovina), chiamata Masseria Chiavettieri, e resti del tracciato viario romano nell'alveo; nonché un ponte di origine borbonica.

## Società

### Evoluzione demografica
Abitanti censiti

### Etnie e minoranze straniere
Secondo i dati ISTAT al 31 dicembre 2023 i cittadini stranieri residenti a Calvizzano erano 654, corrispondenti al 5,28% della popolazione. Le nazionalità maggiormente rappresentate erano:
1. Ucraina 126 1,01%
2. Ghana 90 0,72%
3. Nigeria 69 0,55%
4. Senegal 34 0,27%
5. Gambia 32 0,26%
6. Costa d'Avorio 25 0,20%
7. Romania 25 0,20%
8. Mali 20 0,16%

### Tradizioni e folclore

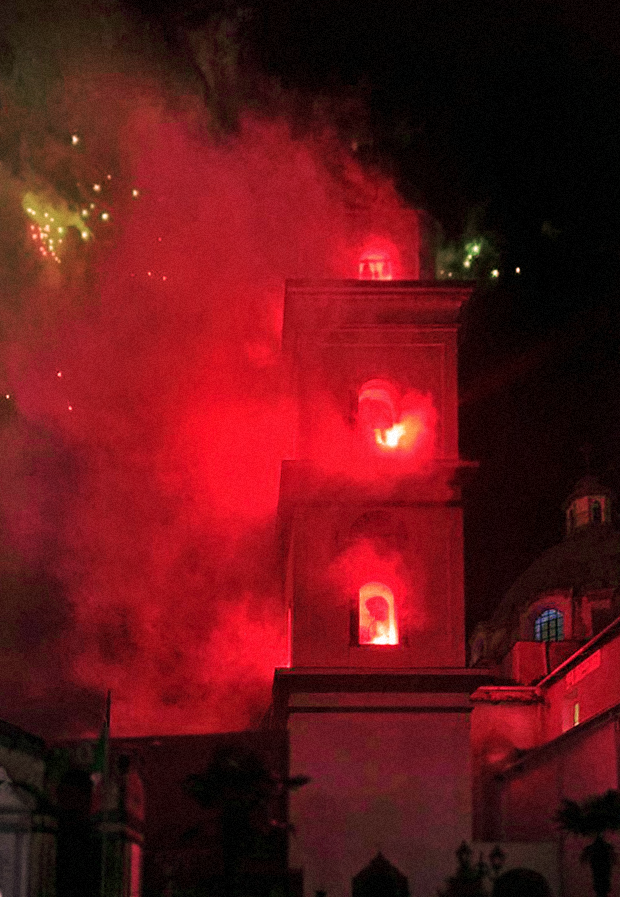
Festa di San Giacomo, emulazione dell'Incendio del Campanile (2023)

Il culto del "apostolo Jacovo" a Calvizzano risale a prima dell'anno 1000: già nel 911 in alcuni documenti si fa riferimento ad un pezzo di terra di Sancti Jacovi in Calbictianum.
Il 25 luglio ricorre la festa del santo: anticamente era detta la "Festa del tomolo di sancti Jacovo", in quanto i contadini del luogo per ringraziare il santo per il raccolto, erano soliti donare un tomolo di grano ai poveri, che si recavano a piedi da Napoli in pellegrinaggio presso l'antica chiesa di Calvizzano. Secondo l'antico Calendario marmoreo di Napoli, la festa di San Giacomo era festeggiata il 25 maggio; il cambio di data avvenne solo successivamente al Concilio di Trento.
La festa di san Giacomo si celebra con la processione della statua del santo (risalente al 1740 circa) per le vie della cittadina e termina con un'emulazione dell'incendio del campanile.

## Cultura

### Istruzione
La biblioteca comunale è stata istituita nel 1987, dedicata alla memoria dello storico locale Giacomo Di Maria, ed è situata in largo Caracciolo, al piano terra del Municipio.
Nel territorio comunale sono presenti una scuola elementare, inaugurata il 31 maggio 1934 e nominata ad Armando Diaz (situata nella via omonima), e una scuola media, nominata a Marco Polo, presente dal 1962 e la cui sede attuale è stata inaugurata nel 1993.
Nel 2021 l'amministrazione comunale ha iniziato l'iter burocratico per la costruzione e l'apertura di un asilo nido comunale, già presente sul territorio in un'area provvisoria della Scuola media locale.
Sul territorio comunale insistono anche alcune scuole materne e asili nido paritari. Fino al 2017, le Suore Catechiste del Sacro Cuore di Gesù gestivano, nell'istituto ex-IPAB, una scuola primaria e dell'infanzia paritaria, chiamata "Madonna del Buon Consiglio", e dedicata a Santa Suor Giulia Salzano.

### Eventi
Dal 2008 al 2013, si è svolto a Calvizzano un festival di musica rock, chiamato Rockalvi. Successivamente, è diventato un festival itinerante in altre città.
Dal 2022, si svolge a Calvizzano un festival canoro dedicato a cantanti under 35, chiamato Calvizzano Festival d'Autore.

## Geografia antropica

### Frazione di San Pietro
Calvizzano presenta solo una frazione ulteriore al centro cittadino, denominata San Pietro-Case Sparse, zona prettamente agricola e con scarsa e disordinata presenza abitativa. Nella frazione è presente il centro di raccolta rifiuti cittadino, inaugurato negli anni 2010. La zona di San Pietro-Case Sparse è l'area in cui passava, ai tempi degli antichi romani, la deviazione della via Antica Consolare Campana, che da Quarto si dirigeva verso Marano di Napoli (frazione di San Rocco), scendeva per l'appunto a Calvizzano e raggiungeva Napoli seguendo un percorso simile alla via Santa Maria a Cubito. Sul tracciato di questa via romana, si è sviluppato il corso principale di Calvizzano. Secondo lo storico locale Luigi Trinchillo, il nome della frazione deriva proprio dalla memoria storica del passaggio dell'apostolo Pietro lungo la Via Consolare Campana; motivo per cui vi fu dedicata anche la chiesa presente in zona.

### Urbanistica
Calvizzano è dotata anche di un'area PEEP, progettata negli anni '70 seguendo la Legge 167/1962. L'area, tuttavia, è stata destinata soprattutto a edilizia privata, ed è infatti conosciuta anche come "Zona Cooperative".
Lo sviluppo urbanistico di Calvizzano in epoca contemporanea ha avuto una crescita intensa e disordinata specialmente nell'area del Lagno (ovvero nei pressi dell'Alveo dei Camaldoli tra Mugnano e Villaricca) e in via Commone (l'attuale via Eduardo De Filippo), aree terriere a ridosso del centro storico, oltre che nell'area di San Pietro-Case Sparse al confine col comune di Qualiano (zona Masseria Corigliano).

## Economia

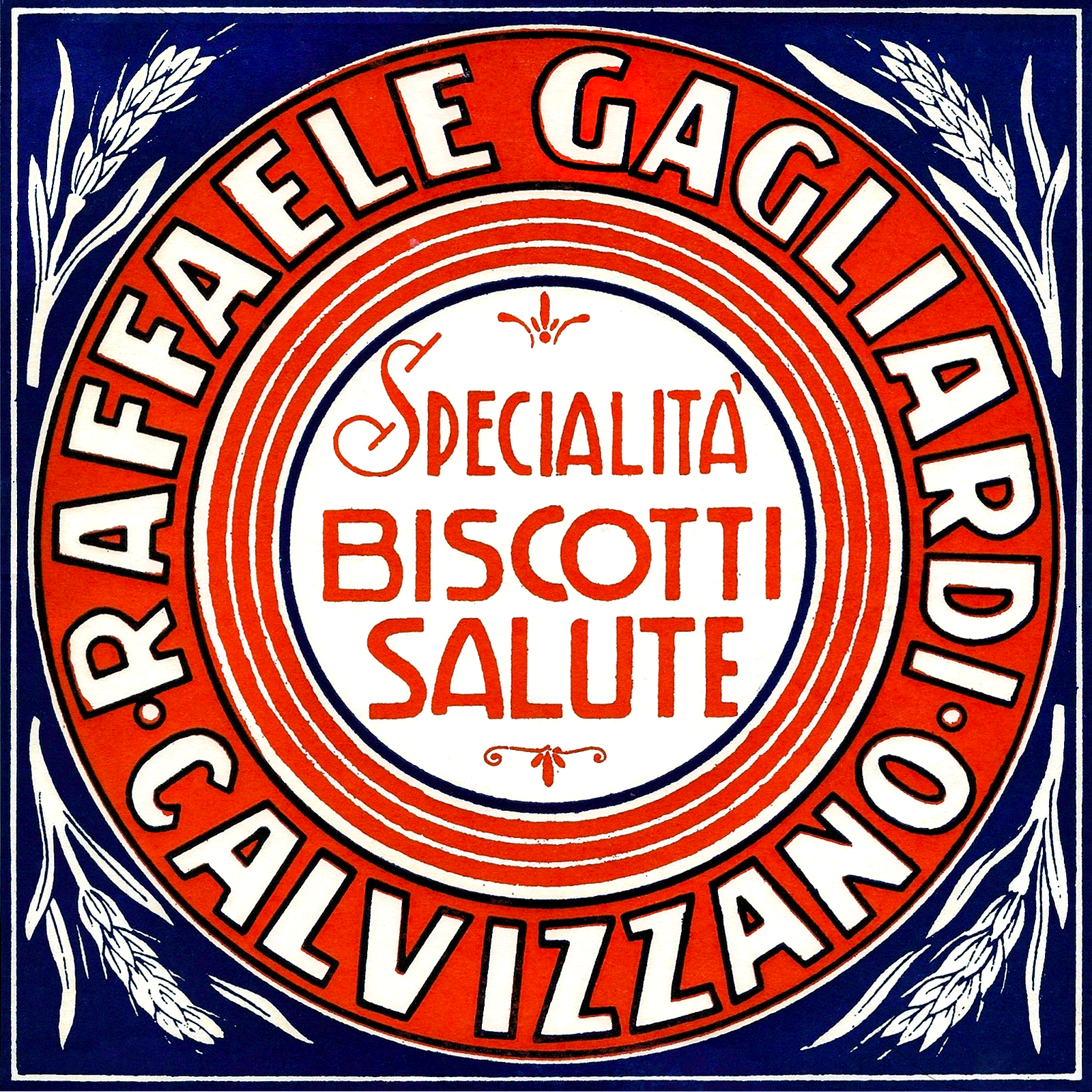
Logo del Biscottificio Gagliardi.

Il paese è prettamente a vocazione agricola, con qualche insediamento di tipo industriale-manifatturiero nel territorio comunale, senza presentare tuttavia un'area industriale definita.
Nel territorio comunale è presente un centro di smistamento postale delle Poste Italiane e il calzaturificio del marchio Melluso.
Le prime realtà imprenditoriali del paese riguardarono soprattutto la produzione di paste e biscotti: la prima fabbrica del paese fu il Biscottificio Castaldi, fondato nel 1890 dal Cavaliere Umberto Castaldi (che fu anche sindaco e poi podestà). Nel XX secolo, il paese raggiunse fama regionale e nazionale grazie a un opificio, il Biscottificio Gagliardi, divenuto noto per la produzione di biscotti al cioccolato. Fondato nel 1912, l'opificio ha chiuso nel 1991. Nonostante fosse un paese dell'entroterra, inoltre, nel XX secolo si diffuse tra i mestieri cittadini quello del pescatore di telline, oggi non più presente.
Le attività commerciali si sono sviluppate principalmente lungo la via Conte Mirabelli, via storica principale del paese, e lungo le strade di confine del paese cioè Corso Italia (che collega Calvizzano con Marano e Villaricca) e viale della Resistenza (ovvero la sezione comunale della via Santa Maria a Cubito).

## Infrastrutture e trasporti
Il comune non ha infrastrutture di grande rilievo sul proprio territorio.
Nell'ottica del sistema integrato dei trasporti, il trasporto pubblico urbano è affidato alle compagnie ANM e EAV (ex CTP), che attraverso varie linee conducono alla Linea 1 della Metropolitana di Napoli.
La viabilità interna si basa principalmente su strade comunali, mentre quella a lunga percorrenza come autostrade e superstrade è raggiungibile tramite la Circumvallazione Esterna di Napoli, accessibile nel limitrofo comune di Villaricca. Il comune è attraversato dalla storica via Santa Maria a Cubito, il cui tratto a Calvizzano è rinominato viale della Resistenza.
La costruzione ex novo del parcheggio di via Galiero e il rifacimento di quello di via Ritiro ha ridotto in parte i problemi che affliggono il corso principale (via Conte Mirabelli) in seguito al rinnovamento del 2007, in primis relativi alle aree di sosta e al traffico; permangono tuttavia criticità nella viabilità locale, a causa degli elevati flussi di traffico.
Ferrovie e Tranvie

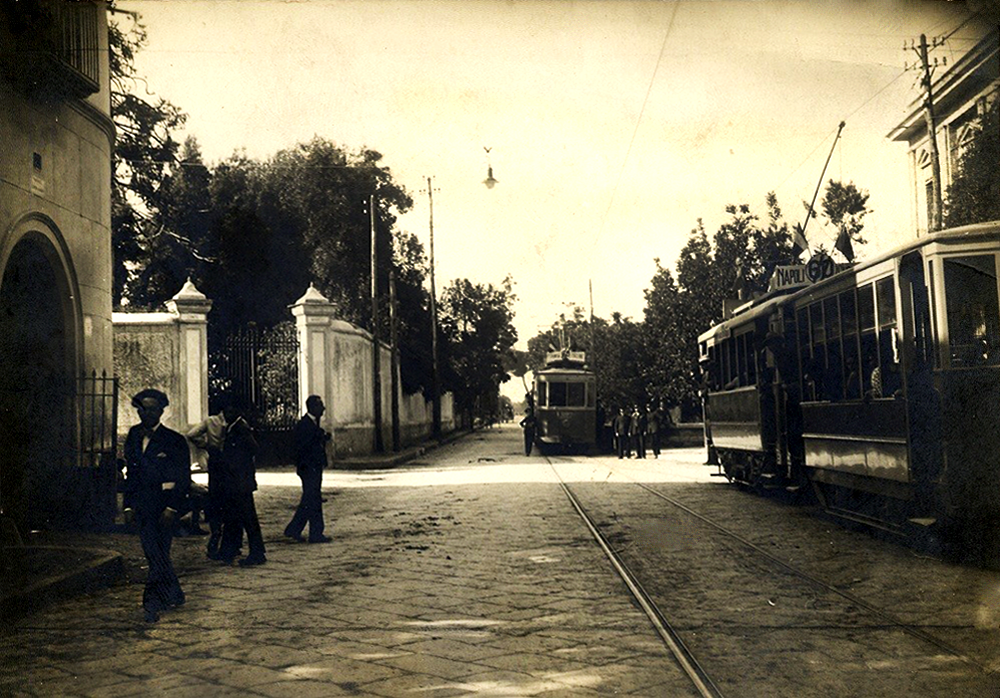
Tram 60 di passaggio a Calvizzano, anni '30.

Non sono più presenti linee di trasporto su ferro attive sul territorio comunale. A Calvizzano transitava la linea tranviaria Napoli-Giugliano, facente parte delle cosiddette tranvie di Capodimonte, inaugurata nel 1900, incorporata nella rete urbana di Napoli e soppressa nel 1960; inoltre era vicina alla stazione di Mugnano-Calvizzano della ferrovia Alifana Bassa in servizio fino al 1976.
Progetti ferroviari
Era in via di progettazione nel corso degli anni 2000 una metropolitana leggera, denominata MicroMetrò, il cui percorso si sarebbe dovuto sviluppare da Villaricca, passando per Mugnano, Calvizzano, Marano e terminando alla fermata di Piscinola della Linea 1 della metropolitana di Napoli. Tuttavia, i fondi già stanziati per il MicroMetrò furono spostati per terminare il prolungamento della Linea 1 fino alla stazione di Garibaldi.
Nel dicembre 2022 venne approvato dalla Città Metropolitana di Napoli il nuovo Piano Urbano della Mobilità Sostenibile, prevedeva la costruzione di un collegamento, in bus, BRT o tramvia a sede riservata, detta Gronda Ovest, che dalla stazione di Chiaiano della Linea 1 dovrebbe passare per i comuni di Mugnano di Napoli, Marano di Napoli, Calvizzano, Villaricca, Qualiano e Giugliano in Campania, fino alla stazione di Licola della Circumflegrea.
Nello stesso PUMS è presente una ulteriore opera, detta Gronda Est, che dovrebbe collegare la stazione Giugliano della Linea Arcobaleno con l'Agro nolano; contestualmente a quest'opera è in progetto anche un "baffo di collegamento" tra Gronda Ovest e Gronda Est che parte proprio nel territorio del comune di Calvizzano.
Il 28 gennaio 2025 è stato presentato il piano del Comune e della Città Metropolitana di Napoli per il potenziamento del trasporto rapido di massa, e tra i progetti presentati da far finanziare al Ministero dei Trasporti è stato riproposto il progetto "Gronda Ovest" come monorotaia sopraelevata che da Scampia segue il tragitto della Circumvallazione Esterna di Napoli e collega direttamente Mugnano di Napoli, Villaricca, Giugliano in Campania e Qualiano e indirettamente Melito di Napoli, Marano di Napoli e Calvizzano.

## Amministrazione
Nel 2017, il Comune è stato sciolto per infiltrazioni camorristiche.
La tabella sottostante riporta la cronotassi dei sindaci del comune eletti direttamente dai cittadini.

### Elezione diretta del sindaco (dal 1993)
| Periodo           | Periodo           | Primo cittadino                                    | Partito                                      | Carica                    | Note                                |
| ----------------- | ----------------- | -------------------------------------------------- | -------------------------------------------- | ------------------------- | ----------------------------------- |
| 7 giugno 1993     | 28 aprile 1997    | Giuseppe Salatiello                                | DC                                           | Sindaco                   | [ 75 ]                              |
| 28 aprile 1997    | 14 maggio 2001    | Giuseppe Salatiello                                | Lista civica "Polo per Calvizzano" (CDX)     | Sindaco                   | [ 75 ] [ 76 ]                       |
| 14 maggio 2001    | 24 febbraio 2003  | Mario Morra                                        | Lista civica "Insieme per cambiare" (Centro) | Sindaco                   | Figlio di Gaetano Morra             |
| 24 febbraio 2003  | 27 maggio 2003    | Maria Elena Stasi                                  | -                                            | Commissario straordinario | [ 77 ]                              |
| 27 maggio 2003    | 15 aprile 2008    | Giacomo Pirozzi                                    | Lista civica "Pirozzi per Calvizzano" (UdC)  | Sindaco                   | [ 75 ] [ 76 ]                       |
| 15 aprile 2008    | 30 ottobre 2012   | Giuseppe Granata                                   | Lista civica "Calvizzano Democratica" (PD)   | Sindaco                   | [ 75 ] [ 78 ]                       |
| 30 ottobre 2012   | 23 novembre 2012  | Ornella Vosa                                       | -                                            | Commissario prefettizio   | [ 75 ]                              |
| 23 novembre 2012  | 28 maggio 2013    | Ornella Vosa                                       | -                                            | Commissario straordinario | [ 75 ]                              |
| 28 maggio 2013    | 26 luglio 2017    | Giuseppe Salatiello                                | Lista civica "Per Calvizzano" (CDX)          | Sindaco                   | Deceduto in carica                  |
| 26 luglio 2017    | 17 aprile 2018    | Lorenzo Grasso                                     | Lista civica "Per Calvizzano" (CDX)          | Sindaco facente funzioni  | Scioglimento del consiglio comunale |
| 17 aprile 2018    | 21 settembre 2020 | Luca Rotondi, Gerardo Quaranta, Francesco Prencipe | -                                            | Commissari straordinari   | [ 75 ]                              |
| 21 settembre 2020 | in carica         | Giacomo Pirozzi                                    | Lista civica "Calvizzano riparte" (FI)       | Sindaco                   | [ 75 ]                              |

## Sport

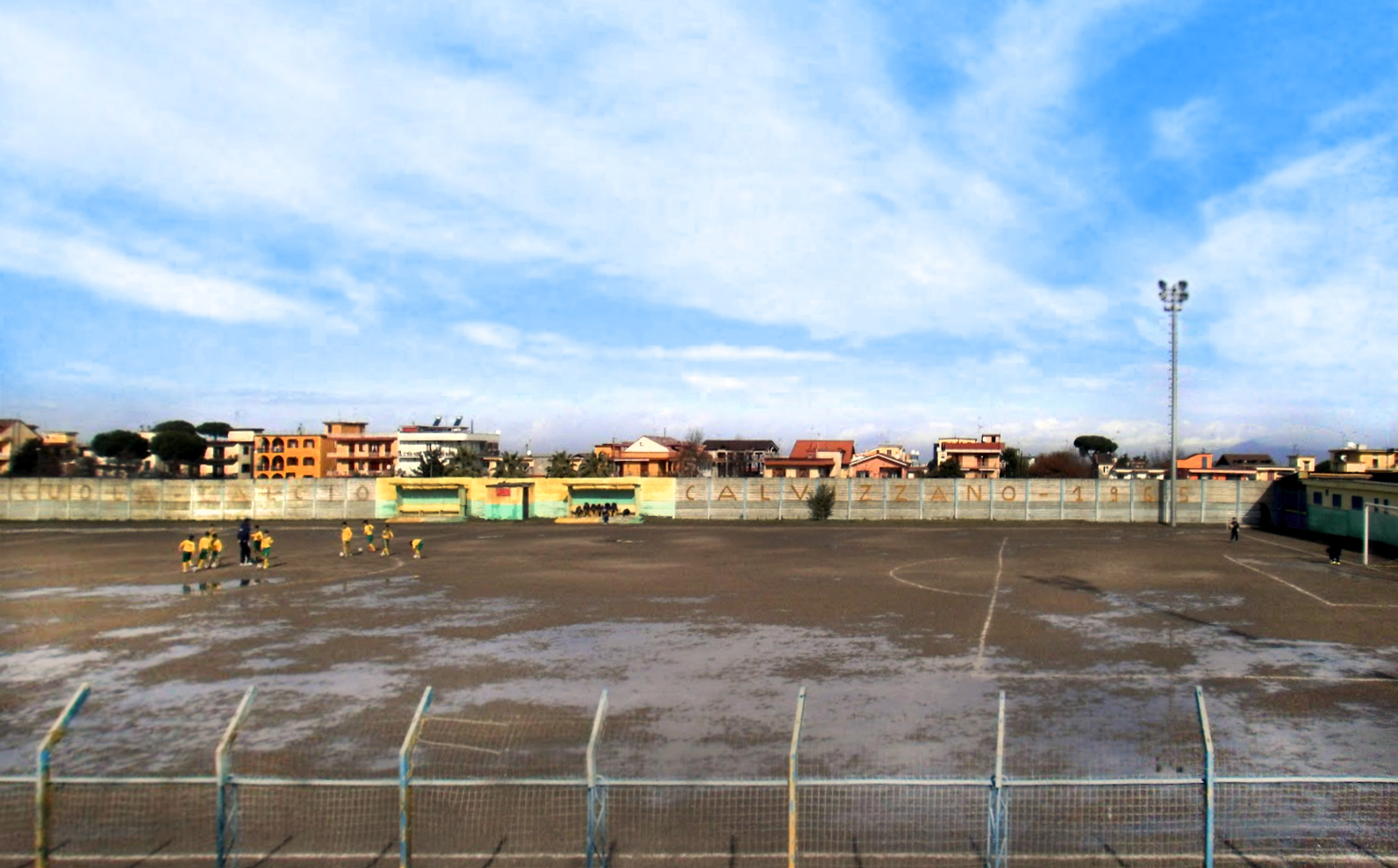
Campo Italia, anni 2010.

La squadra di basket locale, la società A.S.D. Audax Gaudianum Calvizzano, milita nel campionato di Promozione. La squadra di pallavolo è la A.S. Calvizzano Volley.
La principale squadra di calcio maschile del paese, l'A.S.D. Atletico Calvizzano, disputa campionati dilettantistici. Nella stagione 2024-2025 l'A.S.D. Atletico Calvizzano gareggia nel campionato di Seconda Categoria girone B.
È presente anche la A.S. Calvizzano 1965, che ha militato negli anni settanta nella categoria Promozione.

### Impianti sportivi
- È presente sin dagli anni sessanta un campo sportivo, il Campo Italia.
- È presente un palazzetto sportivo, il Palaraffaella, inaugurato nel 2016 e dedicato alla pattinatrice locale Raffaella Paolone.[87]
- Nel 2005 sono stati costruiti dei campi da tennis comunali, chiamati Spazio Tennis, di fronte alla Scuola media locale, con anche un campetto di basket; e aperti nel 2015.